# Spetsnaz GRU

Phù hiệu Spetsnaz GRU

Spetsnaz GRU chính thức được gọi là Lực lượng đặc biệt của Tổng cục tình báo thuộc Bộ Tổng tham mưu các lực lượng vũ trang Nga (tiếng Anh: Special Forces of the Main Directorate of the General Staff of the Russian Armed Forces/tiếng Nga: Части и подразделения специального назначения Главного управления Генерального штаба Вооружённых сил Российской Федерации) là một lực lượng đặc biệt (spetsnaz) trực thuộc GRU, cơ quan tình báo quân sự nước ngoài của Lực lượng vũ trang của Liên bang Nga. Thủa ban đầu hình thành, Stavka bắt đầu chuẩn bị các nhóm có mục đích đặc biệt (OSNAZ) để phục vụ trong GRU vào năm 1937 để đào tạo nhân sự cho các đơn vị vô tuyến có mục đích đặc biệt tại khoa kỹ thuật-vô tuyến của Học viện Quân sự Budyonny (Bô-đi-ô-nưi) ở Leningrad., Spetsnaz GRU vốn nguyên là lực lượng Spetsnaz đầu tiên ở Liên Xô, được thành lập vào năm 1949 với tư cách là lực lượng quân sự của Tổng cục Tình báo Liên Xô nay là Cơ quan Tình báo Quân đội Nga (GRU), cơ quan cơ quan tình báo quân sự nước ngoài của Lực lượng vũ trang Liên Xô.

## Nhiệm vụ

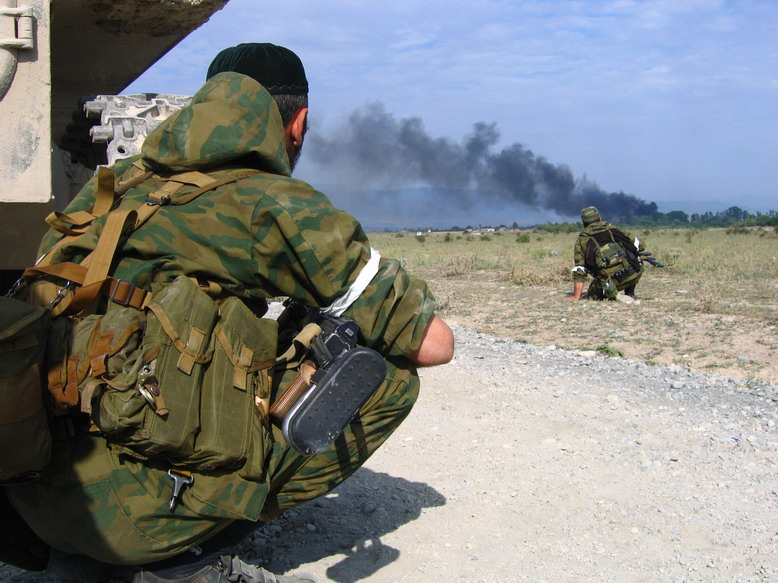
Lực lượng Spetsnaz GRU tại cuộc chiến Gruzia

Lực lượng Spetsnaz GRU này được thiết kế trong bối cảnh Chiến tranh Lạnh để thực hiện trinh sát và phá hoại chống lại các mục tiêu của kẻ thù dưới hình thức trinh sát đặc biệt và hành động trực tiếp, tấn công. Không phải ngẫu nhiên mà biểu tượng của họ là hình con dơi sải cánh khắp quả địa cầu, giống như loài dơi, lực lượng GRU Spetsnaz hoạt động bí mật và âm thầm trong bóng tối trên khắp thế giới,, thông tin về các chiến dịch của lực lượng này phần lớn vẫn được giữ bí mật. Việc Mỹ sở hữu vũ khí hạt nhân chính là động cơ thúc đẩy sự ra đời của Spetsnaz GRU, với mục đích thực hiện các chiến dịch nhằm phá hủy cơ sở hạt nhân của Mỹ. Nhiệm vụ chính được giao cho các đơn vị đặc nhiệm lúc đó là phát hiện các đơn vị hạt nhân của đối phương, tiến hành các hoạt động đặc biệt ở hậu phương địch, chống khủng bố và biệt kích. Spetsnaz GRU được đào tạo theo giáo trình bài bản, dựa trên hệ thống lý luận khoa học; phối hợp hành động, sử dụng thành thục nhiều loại vũ khí, nhận diện được các trang thiết bị quân sự đặc chủng.
Spetsnaz GRU đã truyền cảm hứng cho các lực lượng Spetsnaz bổ sung trực thuộc các cơ quan tình báo Liên Xô khác, chẳng hạn như Vympel (thành lập năm 1981) và Nhóm Alpha (thành lập năm 1974) mà cả hai đều nằm trong cơ cấu của KGB. Spetsnaz Tổng cục Tình báo (GRU) ra đời năm 1950 được xem là tai mắt của Bộ Tổng tham mưu. Đơn vị này thực thi nhiệm vụ trên phạm vi quốc tế và đã từng hiện diện ở Tiệp Khắc, Angola, Lebanon, Syria, Afghanistan, Campuchia. GRU Spetsnaz cũng tham gia cả hai cuộc chiến tranh Chechnya. Vào giữa những năm 1990, đội quân của GRU Spetsnaz lại ở Tajikistan dưới sự chỉ huy của Vladimir Kvachkov huấn luyện binh lính địa phương và giải phóng các vùng lãnh thổ bị quân khủng bố chiếm đóng. Năm 2008, GRU Spetsnaz đã tham chiến trong cuộc chiến ngắn với Gruzia, từ năm 2014, GRU Spetsnaz thực hiện các nhiệm vụ ở Ukraina. Spetsnaz đã tham gia vào hoạt động quân sự đặc biệt đang diễn ra của Nga ở Ukraina vì có kinh nghiệm để tham gia các nhiệm vụ hiện đang được thực hiện trong khu vực hoạt động đặc biệt. Nga đã sử dụng lực lượng biệt kích Spetsnaz được trang bị tên lửa chống tăng để tấn công trong những ngày đầu của cuộc xung đột, nhằm bù đắp cho những điểm yếu của bộ binh tuyến dưới. Spetsnaz hiện chỉ được triển khai để dẫn đầu các cuộc phản công.

## Tổ chức
Spetsnaz GRU được thành lập năm 1949, được coi là lực lượng đặc nhiệm lâu đời nhất ở Nga và là một trong những lực lượng đặc biệt tinh nhuệ. Lực lượng này có thể so sánh với các lực lượng nổi tiếng khác như Lực lượng Đặc nhiệm Không quân (SAS) của nước Anh hay Lực lượng Đặc nhiệm Hải quân (SEAL) của Mỹ.  Sau khi được thành lập, Spetsnaz GRU bao gồm một số đại đội độc lập, mỗi đại đội có 120 người. Đến giữa năm 1951, GRU có 46 đại đội đặc nhiệm. Năm 1962, các đại đội được biên chế lên cấp lữ đoàn. Năm 1979, GRU có 14 lữ đoàn trực thuộc các quân khu. Năm 2010, trong quá trình cải tổ Bộ Quốc phòng từ cuộc cải cách quân đội Nga năm 2008 thì GRU Spetsnaz đã bị giải tán và cơ cấu lại và được chuyển giao cho lực lượng lính dù và chỉ huy quân đội của Nga. Ngày nay, GRU Spetsnaz là một phần của Lực lượng tác chiến đặc biệt, có trụ sở bên ngoài Moscow tại Kubinka-2. Từ năm 2014 đến năm 2015, GRU Spetsnaz nằm dưới sự chỉ huy của Alexey Dyumin, một cựu vệ sĩ của Tổng thống Vladimir Putin và là Thống đốc hiện tại của vùng Tula.
Tổ chức các binh sĩ của mình theo các tiêu chuẩn cực kỳ cao, GRU Spetsnaz được coi là một trong những chi nhánh tinh nhuệ của lực lượng vũ trang Nga. Các điệp viên trong GRU Spetsnaz được cho là có khả năng về mọi thứ mà James Bond thực hiện trên màn ảnh: nhảy dù, nhảy từ trực thăng, bay lượn, lái tàu cao tốc, vận hành máy móc hạng nặng, lái máy bay, điều hướng, sử dụng vũ khí của kẻ thù, bơi đường dài, đặt mìn, leo núi, xác định bất kỳ vũ khí nào, quân phục và phù hiệu, sử dụng ngụy trang và di chuyển âm thầm trên nhiều địa hình. Lực lượng Spetsnaz của Nga hiện được trang bị nhiều loại vũ khí nhỏ khác nhau, chẳng hạn như súng lục (trong số đó có loại có bộ giảm thanh), súng ngắn, súng tiểu liên, súng carbine, súng máy, cũng như vũ khí không gây chết người, bao gồm súng điện và bom khói. Thiết bị đặc biệt bao gồm lá chắn chống sốc, áo giáp và mũ bảo hiểm chiến thuật. Ngoài ra, Có sự liên lạc thường xuyên giữa các đơn vị lực lượng đặc biệt hiện có và các hiệp hội sản xuất khoa học, những tổ chức này sẵn lòng cung cấp một số loại vũ khí nhất định để thử nghiệm và nhận được đánh giá chuyên môn về kết quả.
Tổng cục Tình báo Quốc phòng của Nga có 8 lữ đoàn trinh sát đặc nhiệm, bao gồm:
- Lữ đoàn trinh sát đặc nhiệm Cận vệ 2
- Lữ đoàn trinh sát đặc nhiệm Cận vệ 3
- Lữ đoàn trinh sát đặc nhiệm độc lập 10
- Lữ đoàn trinh sát đặc nhiệm độc lập 14
- Lữ đoàn trinh sát đặc nhiệm Cận vệ 16
- Lữ đoàn trinh sát đặc nhiệm Cận vệ 22
- Lữ đoàn trinh sát đặc nhiệm Cận vệ 24
- Lữ đoàn trinh sát đặc nhiệm độc lập 346

Nhóm DRG (tiếng Nga: "Диверсионно-разведывательная группа"/Diversionno-razvedyvatelnaya gruppa) nghĩa là "Nhóm trinh sát phá hoại" (Diversionary reconnaissance group) là một thuật ngữ chiến thuật dùng để chỉ các đội đặc nhiệm nhỏ, linh hoạt, được huấn luyện chuyên sâu để hoạt động độc lập hoặc theo nhóm nhỏ luồn sâu phía sau phòng tuyến của đối phương. Các nhóm DRG còn gọi là Biệt kích Nga thường là một bộ phận của các lực lượng đặc biệt (Spetsnaz). Một đơn vị DRG không có biên chế cố định, quy mô thường nhỏ và được tùy biến theo yêu cầu nhiệm vụ, thường từ 8-10 người cho đến vài chục người. Các thành viên trong nhóm được lựa chọn kỹ lưỡng từ lực lượng Spetsnaz, mỗi người sở hữu nhiều kỹ năng chiến đấu khác nhau (chuyên gia chất nổ, thông tin, bắn tỉa, y tế chiến trường) để có thể hoạt động độc lập trong thời gian dài.